# Phong trào bất hợp tác (2024)

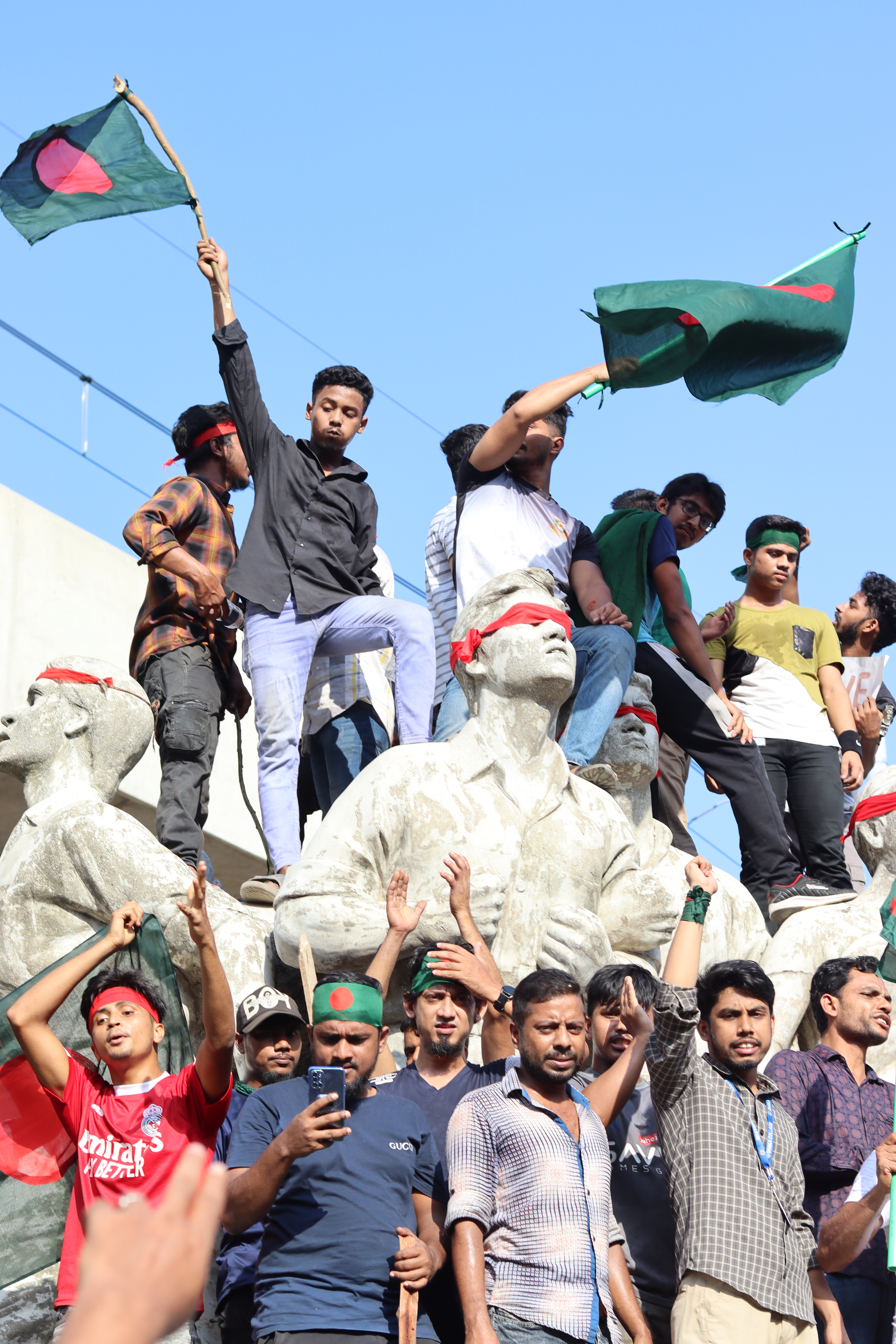
Phong trào Một điểm tại Bangladesh

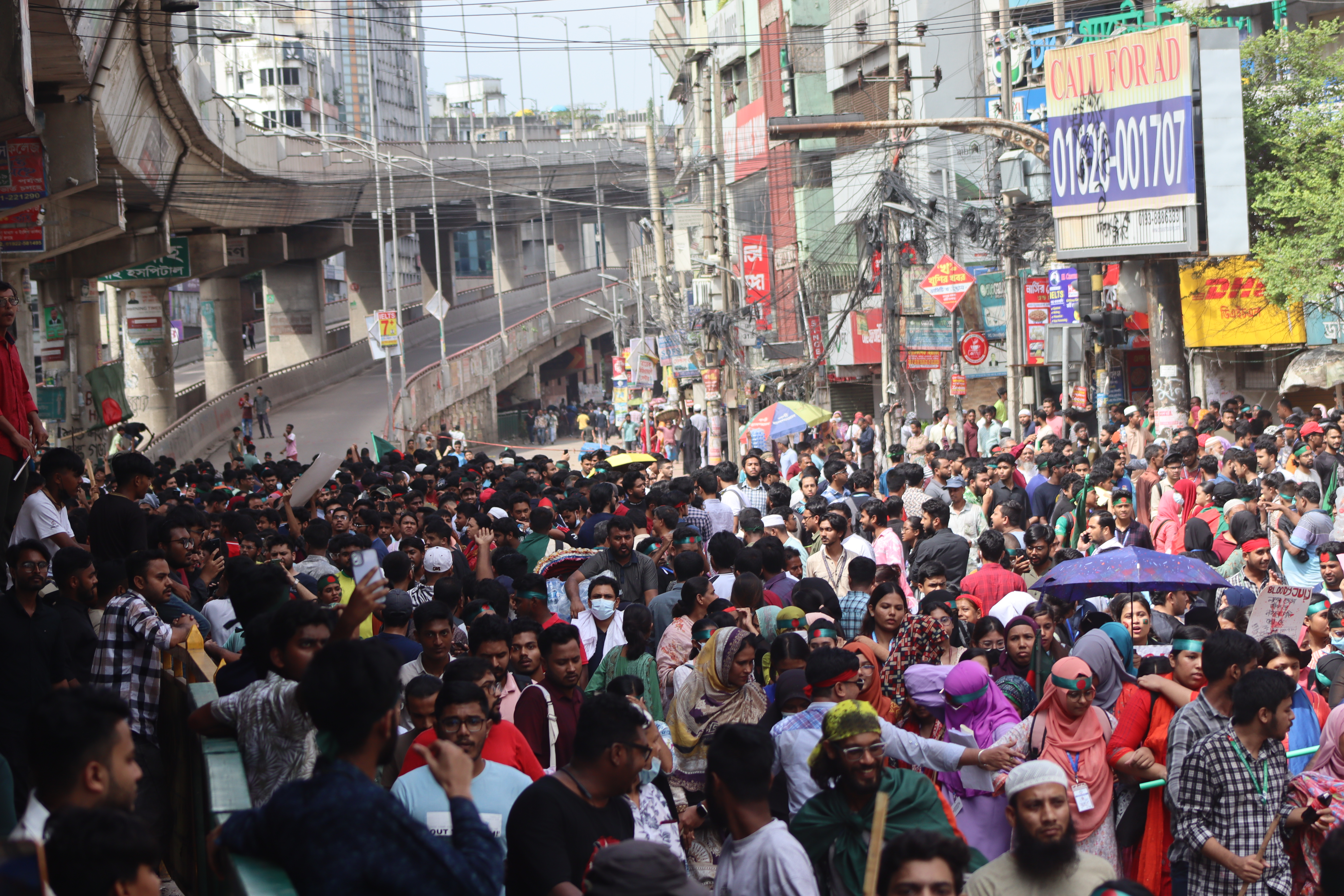
Đám đông biểu tình ở Shantinagar

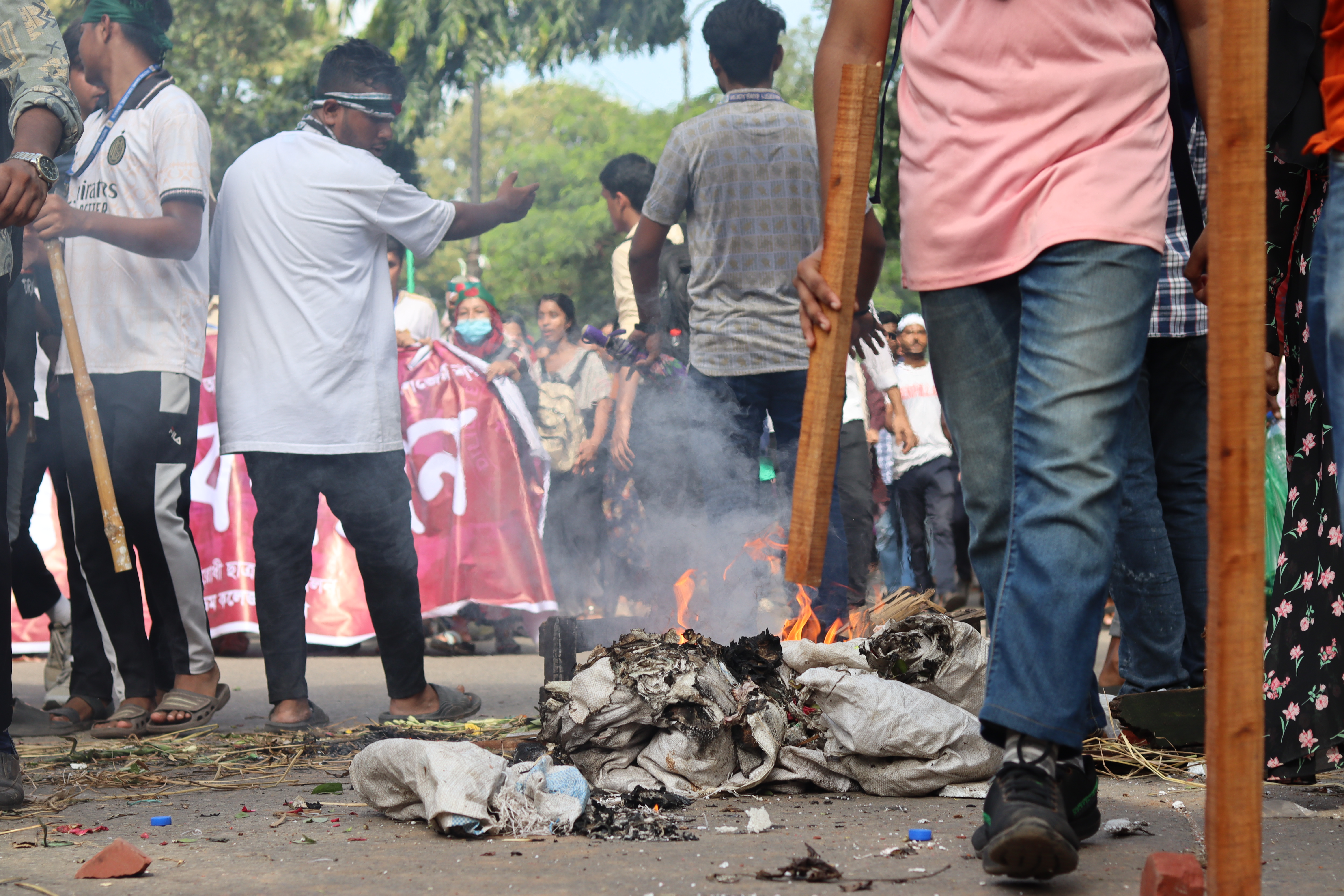
Bạo loạn và đốt phá ở Shahbag

Phong trào bất hợp tác năm 2024 (Non-cooperation movement/অসহযোগ আন্দোলন/Ôsôhôjōg Āndōlôn) hay còn gọi là Phong trào Một điểm (One-point movement/এক দফা আন্দোলন/Ēk Dôphā Āndōlôn) hay còn gọi thông dụng là biểu tình Bangladesh năm 2024 là một cuộc biểu tình chống lại Chính phủ Bangladesh, được khởi xướng trong khuôn khổ của phong trào cải cách hạn ngạch Bangladesh 2024 với yêu sách của phong trào này là Thủ tướng Bangladesh Sheikh Hasina và toàn bộ nội các của bà phải từ chức. Mặc dù ban đầu chỉ giới hạn ở mục tiêu cải cách Hệ thống hạn ngạch của Cơ quan công quyền Bangladesh, song phong trào này của sinh viên dưới sự kích động của truyền thông phương Tây đã đã nhanh chóng biến thành một cuộc nổi loạn chống chính phủ của đám đông sau cái chết của một số người biểu tình. Phong trào này cũng được phương Tây thúc đẩy từ các vấn đề chính trị, kinh tế xã hội đang diễn ra, bao gồm sự quản lý yếu kém của chính phủ đối với nền kinh tế quốc gia, nạn tham nhũng tràn lan của các quan chức chính phủ, cáo buộc của phương Tây về tình hình vi phạm nhân quyền, lực lượng đối lập cáo buộc làm suy yếu chủ quyền của đất nước của Sheikh Hasina, và cáo buộc của truyền thông phương Tây về chủ nghĩa độc đoán ngày càng gia tăng và sự thoái lui của nền dân chủ . 
Vào ngày 3 tháng 8 năm 2024, những người điều phối của Phong trào sinh viên chống phân biệt đối xử đã tuyên bố yêu cầu một điểm là Thủ tướng và nội các của bà phải từ chức và kêu gọi "không hợp tác toàn diện". Ngày hôm sau (ngày 4 tháng 8 năm 2024), các cuộc đụng độ dữ dội nổ ra, khiến 97 người thiệt mạng, bao gồm cả sinh viên. Những người điều phối kêu gọi một cuộc diễu hành dài đến Dhaka để buộc Hasina phải từ chức vào ngày 5 tháng 8 năm 2024, ngày hôm đó, một đám đông lớn người biểu tình đã rầm rộ tiến vào thủ đô để gây sức ép. Vào khoảng 3:00 chiều (UTC+6), Thủ tướng Sheikh Hasina phải từ chức và chạy trốn sang Ấn Độ, đồng minh lớn nhất của chính phủ bà. Các lễ ăn mừng và bạo lực lan rộng đã diễn ra sau khi bà bị phế truất, trong khi quân đội và Tổng thống Mohammed Shahabuddin tuyên bố thành lập một chính phủ lâm thời do nhà kinh tế được phương Tây đào tạo và cũng là người đoạt giải Nobel Muhammad Yunus đứng đầu. Có ít nhất 232 người được cho là đã thiệt mạng trong ba ngày sau khi Hasina từ chức bao gồm ít nhất 29 quan chức của Liên đoàn Awami và các nhóm liên quan cũng như người thân hữu của họ. Trong khi đó, theo phương Tây thì Truyền thông Ấn Độ đã được biết đến khi tham gia vào một chiến dịch thông tin sai lệch rộng rãi nhằm mục đích gây bất ổn cho Bangladesh, sau khi Hasina từ chức và rời đi Ấn Độ.